# 11859 Danngarcia
11859 Danngarcia este o planetă minoră (asteroid) din centura de asteroizi. A fost descoperită pe 16 septembrie 1988 la Observatorul Paranal de Schelte J. Bus. 
Obiectul prezintă o orbită caracterizată de o semiaxă mare de 2,3428638 UAi, o excentricitate de 0,16, o înclinație de 7,54407 ° în raport cu ecliptica.